# Ung och oskyldig
Ung och oskyldig (engelska: Young and Innocent) är en brittisk thrillerfilm från 1937 i regi av Alfred Hitchcock. I huvudrollerna ses Nova Pilbeam och Derrick De Marney.

## Rollista i urval
- Nova Pilbeam - Erica Burgoyne
- Derrick De Marney - Robert Tisdall
- Percy Marmont - Överste Burgoyne
- Edward Rigby - Gamle Will
- Mary Clare - Ericas tant
- John Longden - Inspektör Kent
- George Curzon - Guy
- Basil Radford - Ericas farbror
- Pamela Carme - Christine
- George Merritt - Detective Sergeant Miller
- J. H. Roberts - advokaten, Henry Briggs
- Jerry Verno - lastbilschauffören
- H. F. Maltby - polisinspektör
- John Miller - poliskonstapel
- Syd Crossley - polisman
- Torin Thatcher - ägaren till Nobbys Lodging House
- Anna Konstam - badande flicka (ej krediterad)
- Bill Shine - ägaren till Toms Hat Cafe (ej krediterad)
- Beatrice Varley - den anklagade mannens fru (ej krediterad)
- Peter Thompson - Erica Burgoynes glasögonprydde bror (ej krediterad)